# Hyakujūō Golion
Hyakujūō Golion (jap. 百獣王ゴライオン Hyakujūō Goraion; tłum. Król Zwierząt Golion) – japoński serial anime z gatunku mecha, wyprodukowany przez firmę Tōei. Emitowany był na kanale TV Tokyo od 4 marca 1981 do 24 lutego 1982, liczył 52 odcinki. Serial doczekał się amerykańskiej adaptacji pod tytułem Voltron – obrońca wszechświata, w której ocenzurowano wiele brutalnych scen.

## Opis fabuły
Akcja toczy się w roku 1999. Planeta Altea jest okupowana przez złe Imperium Galra. Tymczasem na Ziemię wraca piątka pilotów kosmicznych – Akira Kogane, Tsuyoshi Seidō, Hiroshi Suzuishi, Takashi Shirogane i Isamu Kurogane. Grupa zastaje swą ojczystą planetę w stanie wojny nuklearnej i zostaje porwana przez Galrę i zmuszona do walki na arenie. Pilotom udaje się zbiec na planetę Altea gdzie wraz z pomocą księżniczki Fali odkrywają tajną broń Altean – robota zwanego Golionem, który przed tysiącem lat został za pojedynek z boginią rozdzielony na pięć części przypominających lwy. Kogane i jego grupa postanawiają użyć Goliona by walczyć z Galrą w obronie Altei. Kiedy Shirogane zostaje zabity, na jego miejsce wchodzi Fala.

## Bohaterowie
- Akira Kogane (jap. 黄金 旭 Kogane Akira) – lider ekipy, pilot Czarnego Lwa, ma około 20 lat. Zakochany ze wzajemnością w Fali. Kogane to urodzony lider i dobry strateg potrafiący zaufać swoim towarzyszom. Mimo to potrafi być nieugięty w dążeniu do celu, co prowadzi do konfliktów i bójek z pozostałymi członkami ekipy, zwłaszcza z Kurogane. Nosi ksywkę "Szef", a jego nazwisko oznacza złoto.
- Fala (jap. ファーラ Fāra) – szesnastoletnia księżniczka Altei, następczyni Shirogane na miejscu pilota Niebieskiego Lwa. Wychowana przez Reible'a po śmierci jej rodziców z rąk Daizabarla, Fala planuje zemstę na okupantach za śmierć rodziców i wyniszczenie planety. Z charakteru jest dziewczyną o silnej woli i odwadze, jednak nieco naiwną. Prowadzi to do upominania jej przez Reible'a i His, aby zachowywała się jak przystało na członka rodu królewskiego. Między nią a Kogane zakwitło uczucie.
- Isamu Kurogane (jap. 黒鋼 勇 Kurogane Isamu) – pilot Czerwonego Lwa, nosi ksywkę "Charakterek". Kurogane jest młodzieńcem o dość wesołym charakterze, lubi robić żarty i przedrzeźniać innych. Jest wysoki i ma około 20 lat. Jest jedyną osobą w grupie, która kwestionuje dowództwo Koganego i dochodzi między nimi do sprzeczek. Ponadto ich rywalizacja obija się też o podkochiwanie się Kuroganego w Fali. Po śmierci Shiroganego Kurogane staje się zastępcą dowódcy. Jego nazwisko oznacza żelazo.
- Tsuyoshi Seidō (jap. 青銅 強 Seidō Tsuyoshi) – pilot Żółtego Lwa, nosi pseudonim "Porywczy". Najsilniejszy fizycznie i największy członek drużyny, Seidō to stereotypowy mięśniak o strasznym wyglądzie, lecz gołębim sercu, zwłaszcza do dzieci. Ma około 22-24 lat. Lubi dużo jeść. Jego nazwisko oznacza brąz.
- Hiroshi Suzuishi (jap. 錫石 宏 Suzuishi Hiroshi) – pilot Zielonego Lwa. Ma 12 lat i jest najmłodszym i najniższym członkiem ekipy, stąd jego pseudonim "Maluch". Mimo to Suzuishi jest najinteligentniejszą osobą w drużynie, gdyż w młodym wieku skończył uniwersytet i potrafi dobrze walczyć. Z uwagi na swój wiek jest osobą bardzo otwartą, szczerą i nazywającą rzeczy po imieniu. Jego nazwisko oznacza cynę.
- Takashi Shirogane (jap. 銀 貴 Shirogane Takashi) – był pierwszym pilotem Niebieskiego Lwa i pierwszym zastępcą dowódcy. Z racji swego twardego i zimnego charakteru nazywany był "Cichym". W szóstym odcinku Shirogane zostaje zabity przez Honervę i pochowany jak bohater. Jego miejsce, ku zaskoczeniu wszystkich, zajęła Fala. Miał młodszego brata Ryō, który dołączył do ekipy by walczyć z Galrą i pomścić jego śmierć. Jego nazwisko oznacza srebro.
- Reible (jap. ライブル Raiburu) – kamerdyner Fali i dowódca obrony jej zamku. Pełni funkcję mentora drużyny i potrafi być nadopiekuńczy w stosunku do księżniczki, którą wychował po śmierci jej rodziców.
- His (jap. ヒス Hisu) – nadopiekuńcza niania Fali, która zawsze chce podejmować decyzje za swą podopieczną. Podobnie jak Reible stara się uchronić Falę przed jakimkolwiek cierpieniem, co spowodowało, że Hiroshi nazywa ją "Histerią". His ginie pod koniec serii osłaniając Reible'a przed strzałem z lasera Sincline'a.
- Ryō Shirogane (jap. 銀 亮 Shirogane Ryō) – młodszy brat Takashiego dążący do dokonania za niego zemsty na Galrze. Wygląda i mówi niemalże identycznie jak swój brat. Ryō ginie w ostatnim odcinku wraz Sinclinem przebijając go mieczem i skacząc z wysokości.

### Golion
Tytułowy Golion (ゴライオン Goraion) to robot z planety Altea, który 1000 lat wcześniej wyzwał alteańską boginkę na pojedynek, która spytała go, czemu nie używa swych mocy do obrony dobra. Przez to za karę Golion został rozdzielony na pięć części, które zostały później przebudzone przez ziemskich pilotów. Główną bronią robota jest miecz zwany Mieczem Króla Zwierząt (獣王剣 Jūōken).
- Czarny Lew (黒獅子 Kurojishi, ブラックライオン Burakkuraion) – jedna z pięciu części Goliona, największa i najważniejsza spośród ich wszystkich. Czarny Lew jest zasilany mocą błyskawic i formuje głowę oraz tors Goliona. Pilotuje go Kogane.
- Czerwony Lew (赤獅子 Akajishi, レッドライオン Reddoraion) – jedna z pięciu części Goliona. Czerwony Lew jest zasilany mocą ognia i formuje prawą rękę Goliona. Pilotuje go Kurogane.
- Niebieski Lew (青獅子 Aojishi, ブルーライオン Burūraion) – jedna z pięciu części Goliona. Niebieski Lew jest zasilany mocą wody i formuje prawą nogę Goliona. Początkowo pilotowany był przez Shirogane, jednak po jego śmierci pilotem została Fala.
- Żółty Lew (黄獅子 Kijishi, イエローライオン Ierōraion) – jedna z pięciu części Goliona. Żółty Lew jest zasilany mocą piasku i formuje lewą nogę Goliona. Pilotuje go Seidō.
- Zielony Lew (緑獅子 Midorijishi, グリーンライオン Gurīnraion) – jedna z pięciu części Goliona. Zielony Lew jest zasilany mocą wiatru i formuje lewą rękę Goliona. Pilotuje go Suzuishi, choć w odcinku 3 pilotował go Kogane.

## Galra
- Cesarz Daibazarl (ダイ・バザール大帝王 Dai Bazāru Daiteiō) – władca Garly i główny oponent załogi Goliona. Sadysta i tyran, nie powstrzyma się od nadużyć, także wobec własnego syna. Łatwo traci nerwy i jest w stanie zabić. Zniewolił wiele planet aby napawać się chwałą. Nienawidzi swojego syna Sincline'a i za jego porażki skazał go na dożywotnie więzienie. W przedostatnim odcinku podczas pilotowania ostatniego robota zostaje zabity przez Goliona.

## Obsada
- Akira Kogane: Kazuhiko Inoue
- Fala: Rumiko Ukai
- Isamu Kurogane: Yū Mizushima
- Tsuyoshi Seidō: Tesshō Genda
- Hiroshi Suzuishi, Honerva: Masako Nozawa
- Takashi Shirogane, Ryō Shirogane: Ryūsei Nakao
- Reible: Yūji Fujishiro
- Hys: Kazuyo Aoki
- Daizabarl: Kosei Tomita
- Sincline: Akira Kamiya